# Авл Теренций Варрон Мурена
Авл Тере́нций Варро́н Муре́на (лат. Aulus Terentius Varrō Muraena; родился не позже 56 года до н. э. — казнён в 24/22 году до н. э., Рим, Римская империя) — римский политический деятель, консул-десигнат 23 года до н. э. Многие исследователи отождествляют его с Муреной, казнённым в 22 году до н. э. за участие в заговоре против Августа.

## Происхождение
Некоторые исследователи полагают, что отцом Авла Теренция был нобиль с тем же именем, который упоминается в источниках в связи с событиями 40-х годов до н. э. В свою очередь, Варрон Мурена-старший, судя по его имени, принадлежал по крови к роду Лициниев Мурен, а по усыновлению — к роду Теренциев. Предположительно, его родным отцом был Луций Лициний Мурена, консул 62 года до н. э., а приёмным — Авл Теренций Варрон; оба служили в качестве легатов в Азии в 82 году до н. э. Есть мнения и в пользу отцовства Авла Теренция, сына Авла, упомянутого в одной надписи на Родосе.
В случае, если консул-десигнат — одно лицо с заговорщиком, у него были две сестры (одна — жена Гая Цильния Мецената, другая — мать Луция Сея Страбона и бабка Сеяна), и братья Прокулей и Сципион.

## Биография
О жизни Авла Теренция известно немногое. Учитывая дату его консулата, он должен был родиться не позже 56 года до н. э. Возможно, именно он упоминается в сатирах Горация как владелец дома в Формиях, в гостях у которого в 37 году до н. э. остановился Меценат, ехавший на переговоры с Марком Антонием. Одна надпись сообщает о курульном эдиле Варроне Мурене (CIL VI 1324), но неясно, имеется ли в виду этот нобиль или его отец.
В 25 году до н. э. Август направил Авла Теренция на войну с альпийским племенем салассов. Враг был разбит, а большую часть мужчин из этого племени римляне продали в рабство; позже на том месте, где Варрон Мурена разбивал лагерь, была основана крепость Августа Претория. Примерно в то же время Авл получил членство в жреческой коллегии авгуров (как авгура его упоминает Гораций). В ознаменование военных заслуг Варрона Мурены Август сделал его своим коллегой по консулату 24 года до н. э. Немецкий исследователь М. Флюсс даже предполагает, что император видел в Авле возможного мужа своей единственной дочери Юлии.
Но вскоре Авл Теренций исчезает из источников. Как консула его упоминают только Капитолийские фасты; все остальные источники называют коллегой Августа по ординарному консулату 23 года до н. э. Гнея Кальпурния Пизона. Зато в рассказе о событиях 22 года до н. э. у ряда авторов фигурирует Лициний Мурена, либо Л. Мурена, Варрон Мурена, Варрон. Этот нобиль защищал в суде наместника Македонии Марка (Вегилия) Прима, обвинённого в самовольном развязывании войны. Обвинителем был пасынок Августа Тиберий Клавдий Нерон, а сам Август давал показания как свидетель обвинения; при этом защитник, по словам Диона Кассия, «осыпал его всякими незаслуженными упрёками». Прим был осуждён, а Мурену вскоре обвинили в причастности к заговору Фанния Цепиона, осудили заочно и казнили.
Многие исследователи уверенно отождествляют заговорщика с консулом 23 года до н. э. Согласно этой гипотезе, Авл Теренций сразу после своего назначения консулом был осуждён за какое-то преступление, а его память предана проклятию, из-за чего его имя и исчезло из источников. Преступлением могло быть участие в заговоре Цепиона (который в этом случае должен быть датирован не 22, а 24 годом до н. э.); либо Варрон Мурена по неизвестной причине потерял должность, из-за этого стал заговорщиком и был казнён в 22 году до н. э. Противники этих версий настаивают на том, что заговор Цепиона имеет однозначную датировку и что лишение консулата было крайней мерой, сопряжённой со смертью или изгнанием магистрата.